# راندي كنور
راندي كنور (بالإنجليزية: Randy Knorr)‏ هو لاعب كرة قاعدة أمريكي، ولد في 12 نوفمبر 1968 في سان غابريل في الولايات المتحدة.

## وصلات خارجية
- راندي كنور على موقعبيزبول رفرنس.كوم (الدوري الرئيسي) (الإنجليزية)
- راندي كنور على موقعبيزبول رفرنس.كوم (الدوري الثانوي) (الإنجليزية)